# Stefan Nel
Pas d'image ? Cliquez ici

a Compétitions nationales et continentales officielles uniquement.

b Matchs officiels uniquement.
Dernière mise à jour le 14 septembre 2018.
Stefan Norman Nel, né le 25 avril 1975 à Pretoria (Afrique du Sud), est un joueur de rugby à XV sud-africain évoluant au poste de pilier (1,88 m, 123 kg). 

## Carrière
- 2004-2005 : Golden Lions -19 ans et -20 ans ( Afrique du Sud)
- 2006 : Western Province -21 ans ( Afrique du Sud)
- 2007-2008 : RC Narbonne Espoirs ( France)
- 2008-2009 : Stade aurillacois Pro D2 ( France)

## Équipe nationale
- International -19 ans et -21 ans